# 拉馬爾縣 (喬治亞州)
拉馬爾縣（英語：Lamar County）是美國喬治亞州中西部的一個縣。面積481平方公里。根據美國2000年人口普查，共有人口15,912人，其中白人占67.78%、非裔美国人占30.39%，拉美裔人佔1.08%。縣治巴恩斯維爾（Barnesville）。
成立於1920年12月17日。縣名紀念代表密西西比州的參議員、內政部長L·Q·C·拉馬爾（Lucius Quintus Cincinnatus Lamar）。